# Kubánskaya Step
Kubánskaya Step (del ruso: Кубанская Степь) es un posiólok del raión de Kanevskaya del krai de Krasnodar, en el sur de Rusia. Está situado en la orilla izquierda del río Sujói Chelbas, afluente del río Sredni Chelbas, tributario del Chelbas, 23 km al suroeste de Kanevskaya y 103 km al norte de Krasnodar, la capital del krai. Tenía 1 389 habitantes en 2010.
Es cabeza del municipio Kubanskostepnoye, al que pertenecen asimismo Kalínino y Stepnói.